# María Asunción Català
Maria Assumpció Català i Poch (Barcelona, 14 de julio de 1925-Barcelona, 3 de julio de 2009) fue una profesora, matemática, y astrónoma española, que se dedicó a la docencia desde 1952 hasta 1991.
Comenzó como ayudante de la Sección de Astronomía del Seminario Matemático de Barcelona, ligado al Patronato de Alfonso X el Sabio del Consejo Superior de Investigaciones Científicas (CSIC). Posteriormente, trabajó en el Instituto Henri Poincaré y también colaboró con la cátedra especial de Tecnología de la Universidad Politécnica de Cataluña. 
En 1970, se convirtió en la primera mujer que obtuvo el doctorado en Ciencias en el Departamento de Matemáticas de la Universidad de Barcelona (UB), con una tesis que se titulaba Contribución al estudio de la dinámica de los sistemas estelares de simetría cilíndrica. Además, llevó a cabo observaciones sistemáticas de manchas solares, cálculo de órbitas y eclipses durante más de treinta años y dirigió once tesis de licenciatura y siete tesis doctorales.
Representó durante 15 años a España en la Comisión 46 de la Unión Astronómica Internacional sobre la enseñanza de la astronomía y, desde 1997 hasta su fallecimiento en el año 2009, fue asesora científica en la sección de astronomía de la edición española de la revista National Geographic.
Se jubiló en 1984, pero continuó asistiendo a eventos como las reuniones semestrales de la Sociedad Española de Astronomía, lo que la mantuvo en contacto con las comunidades astronómicas y universitarias.

## Biografía

### Infancia
Su padre, Albert Català, trabajaba en la banca y su madre, Assumpció Poch, era maestra, pero dejó de trabajar en cuanto contrajo matrimonio. Català i Poch fue la mayor de cinco hermanos, cuatro hijas y un hijo.
Debido al trabajo del padre, toda la familia se mudó a Montblanch cuando Català aún era pequeña. No obstante, aunque inició sus estudios allí, continuó su educación primaria en las Escuelas Católicas del Sagrado Corazón y María Inmaculada de Barcelona, ya que volvieron poco después de haberse trasladado.

### Estudios superiores
Cuando acabó la Guerra Civil, cursó el Bachillerato en el Instituto Poeta Maragall y en 1947 empezó la carrera en la Universidad de Barcelona (UB). Que una mujer estudiara en aquella época era algo excepcional, sin embargo, el padre de Català quería que todos sus hijos tuvieran la oportunidad de hacer lo que quisieran.
No obstante, fue el tío abuelo de los hermanos el que les enseñó las curiosidades del universo. Jaume Poch i Garí era catedrático de Geografía, al que le apasionaba la astronomía. El profesor llevaba a sus sobrinos nietos a la montaña y les enseñaba a situarse buscando los puntos cardinales o a averiguar la hora del día mirando la sombra de las ramas y, cuando se hacía de noche, les mostraba los secretos del universo. Más tarde Poch i Garí le daba problemas astronómicos y filosóficos para que los resolviera a Català cuando estaba en el instituto. De esta forma, le transmitió a Català su pasión por esta rama de la ciencia y por las estrellas.
Cuando Català comenzó en la UB, la única carrera en la que se podía estudiar Astronomía era la de Matemáticas y, en aquel tiempo, tan solo había cinco mujeres estudiándola. Sin embargo, el número de mujeres estudiantes fue disminuyendo conforme la carrera iba avanzando y, cuando Català estaba en el tercer curso, era la única estudiante. En 1953 se licenció y continuó con sus estudios preparándose el doctorado. La situación económica precaria de la posguerra, junto con la voluntad de seguir la tradición familiar, hicieron que se presentara a las oposiciones a profesor de secundaria de Matemáticas, una profesión que ejerció durante doce años, desde 1963 hasta 1975, en el Instituto Infanta Isabel de Barcelona.
En 1971 aprobó su tesis doctoral, lo que la hizo la primera mujer que consiguió el doctorado en Matemáticas en la UB y, en ese mismo año, comenzó a trabajar como profesora en el Departamento de Astronomía de la UB.

## Trayectoria

### Carrera profesional
Empezó a trabajar mientras asistía a las clases que le faltaban para conseguir el doctorado. Entre 1952 y 1970 trabajó en la Facultad de Ciencias de la UB como ayudante de clases prácticas de las asignaturas Astronomía General y Topografía, Astronomía Esférica y Geodesia, Matemáticas, Matemáticas Especiales, Ampliación de Matemáticas para químicos y Mecánica Racional con nociones de Mecánica Celeste.
Por otra parte, fue la encargada de la Facultad de Ciencias de la UB durante los cursos 1957-1958 y desde el 1968 hasta el 1971. Entre 1960 y 1974 fue profesora adjunta en la Facultad de Ciencias y desde 1965 a 1967, fue profesora de Matemáticas en la Facultad de Farmacia.
Desde 1971 hasta el comienzo de los años 80, colaboró con la Cátedra Especial de Tecnologías del Espacio de la Universidad Politécnica de Cataluña impartiendo clases de Astrodinámica y Mecánica Celeste.
En 1975 empezó a trabajar como profesora adjunta numeraria en la Facultad de Física de la UB, después de haber aprobado las oposiciones para trabajar como profesora de Astronomía. Este puesto hizo que se convirtiera en la primera astrónoma que trabajaba como profesora numeraria en una universidad española. Por otra parte, entre 1982 y 1984, trabajó allí como profesora agregada enseñando Astronomía, Astrofísica, Geofísica y Geodesia; esta última cuando se reanudó su impartición en la Facultad de Astronomía y Meteorología de la UB, lo que la hizo colaborar científicamente con el Instituto Cartográfico de Cataluña. En esta universidad trabajó hasta que se jubiló con 65, que era la edad de jubilación estipulada por la ley en aquella época.
Paralelamente, la doctora impartió seminarios específicos y cursos monográficos sobre astronomía y, también, trabajó en la labor de visibilización de la mujer en el campo de la astronomía, formando parte de Ella es astrónoma, un grupo que se creó para reivindicar el papel de la mujer en la astronomía, y participando junto con otras astrónomas en Mujeres en las estrellas, un canal de televisión de la UNED.
Además de haber sido profesora, tanto de secundaria como de universidad, también tuvo cargos en importantes organizaciones internacionales y nacionales. Por ejemplo, fue miembro de la Unión Astronómica Internacional (UAI) desde 1976 y, durante 15 años, la representante española de la Comisión 46 para la enseñanza de la astronomía de esta asociación. Por otra parte, fue miembro de la Sociedad Astronómica Europea, la Sociedad Española de Astronomía, la Sociedad Catalana de Historia de la Ciencia y la Técnica y de la Sociedad Catalana de Matemáticas. También tuvo el privilegio de formar parte del Grupo de Investigación de Historia de las Ciencias desde 1978 y, desde 1985, del Instituto Millàs Vallicrosa de Historia de la Ciencia Árabe. Además, desde 1997, fue asesora científica de la Sección de Astronomía de la edición española de National Geographic.
Asimismo, fue miembro de la Comisión de Enseñanza de Astronomía que creó la Direcció General de Batxillerat y que promovió el Departamento de Física de la Tierra y Cosmológica de la UB en 1983.
Otro de los rasgos que describe su carrera profesional es su trabajo con la ciencia médica y árabe, así como el material de estudio que creó en forma de libros y apuntes, como Apuntes de Astronomía, que ha sido utilizado por generaciones de astrónomos y que sigue siendo utilizado aún.
Se jubiló en 1990.

### Carrera investigadora
En 1954, Català recibió una beca del CSIC para que investigara en la astronomía de posición, con cálculo y rectificación de órbitas de cometas. Además, en el Año Geofísico Internacional (1957-1958), trabajó en astronomía observacional, cálculo y rectificación de órbitas de cometas y observación diaria de manchas y protuberancias solares en el Observatorio de la Cátedra de Astronomía de la UB, en colaboración con el Observatorio Astronómico Nacional. Estas colaboraciones investigadoras tuvieron importantes resultados, como el descubrimiento de la radiación del cinturón de Van Allen y el lanzamiento del primer satélite Sputnik I.
Desde 1957 hasta 1969 fue ayudante de la Sección de Astronomía del Seminario Matemático de Barcelona del Patronato Alfonso X el Sabio del CSIC, aunque su trayectoria científica comenzó en este lugar como becaria. En 1965 colaboró en la investigación en la especialidad de Astronomía Árabe para una Ayuda para la Investigación en la Universidad en Historia de la Ciencia.
Entre 1974 y 1990, además de investigar sobre la astronomía de posición, trabajó en el estudio de la dinámica de los sistemas estelares.
En 1978, recibió la beca Ajut per al Foment de la Investigació en la Universitat. Esta beca le permitió investigar en el campo de la astronomía de posición, los eclipses, los cálculos de ocultaciones y tránsitos, la dinámica de los sistemas estelares y la dinámica galáctica. Al mismo tiempo, entre 1976 y 1979, visitó por motivos laborales el Instituto Henri Poincaré dentro del Programa de Cooperación Científica Hispano Francesa, la Universidad de París VI.
Català investigó la estructura de la nube de Oort de cometas en el Observatoire de Meudon y también tuvo la oportunidad de formar parte de diferentes proyectos subvencionados, como por ejemplo, del proyecto de la Agencia Espacial Europea Selección y determinación de posiciones de estrellas y planetas como apoyo al satélite astrométrico Hipparcos.
Aparte de su labor investigadora, también nos ha dejado estudios sobre la ciencia árabe, como Las obras matemáticas de Maslama de Madrid (1965), Arquímedes árabe: el tratado de los círculos tangentes (1968) y Dos tratados del Arquímedes árabe: tratado de los círculos tangentes y el libro de los triángulos (1971).

## Premios y reconocimientos
- Profesora emérita con carácter honorífico por la UB en 2004.[2]

- 2009 Creu de Sant Jordi.[2]

### Epónimos
- Desde marzo de 2016 el telescopio reflector Dall-Kirham del observatorio del Centre d'Observació de l'Univers en Àger en Lérida se llama Telescopio Asunción Catalán.[2] Fue el primer telescopio con nombre de mujer del Estado Español.[8]
- Desde abril de 2018 el interior de manzana Comte Borrell 305 de Barcelona tiene el nombre " Jardí d'Assumpció Català".[9]